# Tridymiet
Het mineraal tridymiet is een polymorf van siliciumoxide (silica) met de chemische formule: SiO2. Het is daarmee een polymorf van onder andere kwarts. Tridymiet behoort tot de silicaten.

## Eigenschappen
Het doorschijnend tot doorzichtig kleurloze, witte of grijze tridymiet heeft een glasglans, een witte streepkleur, een onduidelijke splijting volgens het kristalvlak [0001] en een imperfecte volgens [1010]. De gemiddelde dichtheid is 2,3 en de hardheid is 6,5 tot 7. Het kristalstelsel is triklien en het mineraal is niet radioactief.
Het mineraal verschilt met kwarts in kristalstelsel, splijting, dichtheid en hardheid. Ook is tridymiet bij andere druk en temperatuur regimes stabiel dan kwarts.

## Voorkomen
Het mineraal tridymiet komt met name voor in stollingsgesteenten, voornamelijk bij hogere temperaturen. Het komt over de hele wereld voor. Het is ook op de planeet Mars gevonden.